# Tòquio Occidental
Tòquio Occidental també conegut com a Àrea de Tama (多摩地域, Tama chiiki), regió de Tama (多摩地方, Tama-chihō) o Toka (都下), és la part occidental de Tòquio, la qual no comprèn els 23 barris especials de Tòquio.

## Generalitats
On abans existia la ciutat de Tòquio (pre 1947) ara es troben els 23 barris especials de Tòquio, Tòquio occidental comprén vint-i-sis ciutats, tres viles i un poble, ocupant l'àrea de l'antiga prefectura de Tòquio que no estava dins dels límits de la mateixa ciutat. La major part d'aquelles ciutats són ciutats dormitori per als treballadors del centre de Tòquio, tot i que algunes d'elles, com Tachikawa, són importants focus comercials i industrials.

## Història
Sota les antigues lleis medievals japoneses, el Tòquio occidental formà part de la província de Musashi. La capital provincial era Fuchū. La seu budista principal era a Kokubunji i el santuari provincial es trobava a Tama.

## Llista de municipis
| No.   | Bandera | Nom             | Japonés    | Pob. (com a Octubre 2016 ) | Densitat (/km²) | Àrea (km²) |
| ----- | ------- | --------------- | ---------- | -------------------------- | --------------- | ---------- |
| 01    |         | Hachiōji        | 八王子市   | 0577,254                   | 03,097          | 0186.38    |
| 02    |         | Tachikawa       | 立川市     | 0180,214                   | 07,398          | 024.36     |
| 03    |         | Musashino       | 武蔵野市   | 0147,607                   | 13,443          | 010.98     |
| 04    |         | Mitaka          | 三鷹市     | 0191,408                   | 11,657          | 016.42     |
| 05    |         | Ōme             | 青梅市     | 0134,857                   | 01,305          | 0103.31    |
| 06    |         | Fuchū           | 府中市     | 0263,835                   | 08,965          | 029.43     |
| 07    |         | Akishima        | 昭島市     | 0111,942                   | 06,456          | 017.34     |
| 08    |         | Chōfu           | 調布市     | 0237,637                   | 11,012          | 021.58     |
| 09    |         | Machida         | 町田市     | 0433,938                   | 06,065          | 071.80     |
| 10    |         | Koganei         | 小金井市   | 0124,712                   | 11,036          | 011.30     |
| 11    |         | Kodaira         | 小平市     | 0194,757                   | 09,496          | 020.51     |
| 12    |         | Hino            | 日野市     | 0188,990                   | 06,860          | 027.55     |
| 13    |         | Higashimurayama | 東村山市   | 0150,101                   | 08,757          | 017.14     |
| 14    |         | Kokubunji       | 国分寺市   | 0126,317                   | 11,022          | 011.46     |
| 15    |         | Kunitachi       | 国立市     | 075,022                    | 09,205          | 08.15      |
| 16    |         | Fussa           | 福生市     | 058,184                    | 05,727          | 010.16     |
| 17    |         | Komae           | 狛江市     | 083,003                    | 12,990          | 06.39      |
| 18    |         | Higashiyamato   | 東大和市   | 084,480                    | 06,295          | 013.42     |
| 19    |         | Kiyose          | 清瀬市     | 075,400                    | 07,370          | 010.23     |
| 20    |         | Higashikurume   | 東久留米市 | 0116,309                   | 09,030          | 012.88     |
| 21    |         | Musashimurayama | 武蔵村山市 | 071,804                    | 04,687          | 015.32     |
| 22    |         | Tama            | 多摩市     | 0147,822                   | 07,036          | 021.01     |
| 23    |         | Inagi           | 稲城市     | 090,774                    | 05,051          | 017.97     |
| 24    |         | Hamura          | 羽村市     | 055,004                    | 05,556          | 09.90      |
| 25    |         | Akiruno         | あきる野市 | 080,242                    | 01,092          | 073.47     |
| 26    |         | Nishitōkyō      | 西東京市   | 0203,258                   | 12,905          | 015.75     |
| 27    |         | Mizuho          | 瑞穂町     | 032,867                    | 01,951          | 016.85     |
| 28    |         | Hinode          | 日の出町   | 017,226                    | 0614            | 028.07     |
| 29    |         | Hinohara        | 檜原村     | 02,073                     | 019.7           | 0105.41    |
| 30    |         | Okutama         | 奥多摩町   | 05,023                     | 022.3           | 0225.53    |
| Total | Total   | Total           | Total      | 4,233,493                  | 03,650          | 1,160      |